# 'Ndrangheta
'Ndrangheta (også kaldet Onorata Società) er en italiensk kriminel organisation, der er hjemmehørende i Calabrien. Europol anslog i 2013, at ‘Ndrangheta er en af de mest truende netværk af organiseret kriminalitet. Organisationen er i dag involveret global i kriminalitet, der omfatter narko, menneskehandel, miljøkriminalitet, afpresning m.v.

## Oprindelse
Organisationen har rødder tilbage til 1860'erne, hvor man første gang registrerede kriminelle organisationer i stil med den napolitanske Camorra. Fra slutningen af århundredet er der bevaret en domstolsafgørelse, hvori der nævnes en slags "lov" baseret på ære, hemmeligholdelse, vold, solidaritet og gensidig hjælp.
I modsætning til den sicilianske La Cosa Nostra, og den napolitanske mafia, der var centreret om byerne, har 'Ndrangheta sin oprindelse i det landlige Calabrien.

## Udvikling
Indtil midten af 1970’erne var ‘Ndrangheta en mindre lokal organisation, der primært betjente sig af pengeafpresning og åger, men i forbindelse med en bandekrig,[kilde mangler] hvor omkring 300 mennesker blev dræbt, begyndte organisationen at foretage kidnapninger, primært i Norditalien. Indkomsten fra kidnapningerne blev investeret i narkosmugling, hvilket lagde et solidt økonomisk fundament for organisationen.
I perioden 1985-1991 gik en ny bandekrig i gang, og i denne omgang blev 600 mennesker dræbt. I 1990'erne gik 'Ndrangheta ind i handel med narkotika, specielt i form af kokain fra Colombia.
Da den italienske stat i 1980’erne og 1990’erne satte ind overfor den sicilianske mafia La Cosa Nostra efterlod dette et tomrum, som 'Ndrangheta hurtigt udfyldte. Costa Nostra havde stor vægt på handel med heroin, hvorimod 'Ndrangheta havde markedet for det økonomisk mindre attraktive kokain. Markedets præference for heroin skiftede til fordel for kokain i samme periode, hvilket gav 'Ndrangheta en kraftig vækst.
I 2005 blev den populære politiker Francesco Fortugno myrdet på åben gade af 'Ndrangheta-medlemmer, hvilket førte til større demonstrationer mod organisationen. Den italienske regering satte en stor aktion i gang, hvilket førte til en række arrestationer af 'Ndrangheta-medlemmer, heriblandt Fortugnos mordere.

## Nuværende aktiviteter
I de senere år har organisationen søgt mod Norditalien med blandt andet aktiviteter som narkosalg og opkøb af virksomheder med henblik på hvidvaskning af penge. Organisationen har betydelige aktiviteter inden for offentlige kontrakter, hvor der forestås eksempelvis byggearbejder og affaldsindsamling.
En betydelig del af organisationens indtægter kommer fra miljøkriminalitet. En italiensk rapport anslår, at omkring en tredjedel af organisationens klaner er involveret i ulovlig bortskaffelse af affald, der dumpes i lande i Europa og Asien.
Organisationen har i dag spredt sig til flere europæiske lande og har afdelinger i Nord- og Sydamerika og i Australien.
'Ndrangheta indtægter blev i 2007 af Eurispes (European Institute of Political, Economic and Social Studies) anslået at udgøre knap 44 milliarder euro, hvilket svarer til ca. 2,9% af Italiens BNP. Narkosmugling, primært kokain, er den mest indbringende med 62% af de samlede indtægter.
| Kriminel aktivitet                             | Indkomst          |
| ---------------------------------------------- | ----------------- |
| Narkosmugling                                  | € 27,240 milliard |
| Forretningaktiviteter og offentlige kontrakter | € 5,733 milliard  |
| Afpresning og åger                             | € 5,017 milliard  |
| Våbenhandel                                    | € 2,938 milliard  |
| Prostitution og menneskesmugling               | € 2,867 milliard  |
| Total                                          | € 43,795 milliard |

I januar 2020 begyndte en større retssag i en specialsikret bunker i Calabrien mod mere end 320 påståede medlemmer af organisationen. Selve retsmøderne blev påbegyndt i januar 2021, og i november 2023 blev afsagt lange fængselsstraffe over mere end 200 medlemmer af organisationen og politikere, embedsmænd og politifolk, der havde hjulpet organisationen.